# Шахматово
Ша́хматово (рос. Шахматово) — присілок у складі Шадрінського району Курганської області, Росія. Входить до складу Чистопрудненської сільської ради.
Населення — 197 осіб (2010, 255 у 2002).
Національний склад станом на 2002 рік: росіяни — 97 %.